# اللغة الكانورية
اللغة الكانورية لغة نيلية صحراوية يتكلمها الكانوريون في منطقة وسط افريقيا وغرب أفريقيا.